# U.S. Triestina Calcio
Triestina Calcio je talijanski nogometni klub iz Trsta, koji trenutačno nastupa u Serie C. 
Klub je osnovan 1919., kao Unione Sportiva Triestina. Tradicionalno nastupa u crveno-bijelim dresovima, a domaće utakmice igra na preuređenom stadionu Nereo Rocco koji danas prima 26.500 gledatelja. Najveći su uspjesi kluba u Serie A je drugo mjesto sezone 1947./48.

## Domaći uspjesi
Serie B:
- Prvak (1): 1957./58.

## Vanjske poveznice
- Službena stranica (tal.)